# 里村西沟遗址
里村西沟遗址，位于山西省临汾市曲沃县城西北约11公里的里村镇里村西沟，是中华人民共和国山西省文物保护单位之一。
1986年8月18日，授予山西省文物保护单位，是一座古遗址。